# صفوان الجهني
صفوان سعود الجهني لاعب كرة قدم سعودي يلعب في نادي الطائي كظهير أيسر.

## مسيرة اللاعب
لعب في الفئات السنية في نادي التعاون واحترف في نادي جادران بوريتش الكرواتي في عام 2022 ووقع مع نادي الطائي في صيف عام 2023.